# 四酸化ルテニウム
四酸化ルテニウム（しさんかルテニウム、Ruthenium(VIII) tetroxide）は、組成式がRuO4の無機化合物である。無色の揮発性・反磁性液体だが、不純物によって大抵黒色である。四塩化炭素などの溶媒で安定した状態となる。

## 合成
塩化ルテニウム(III)を過ヨウ素酸ナトリウムで酸化させて合成する。
{\displaystyle {\ce {{8Ru^{3}+(aq)}+{5IO4^{-}(aq)}+12H2O(l)->{8RuO4(s)}+{5I^{-}(aq)}+{24H^{+}(aq)}}}}

## 構造
分子は、Ru=O結合距離 (169〜170 pm) の四面体形である。

## 用途
ルテニウムの製錬
鉱石から金属や他のルテニウム化合物に製錬する際の中間体として利用される。他の白金族（platinum group metals：PGMs）のように、ルテニウムはしばしば他のPGMsなどと混合した状態か、少量含有した鉱石の形で発見される。
塩素酸化抽出物を蒸留することにより、OsO4と共に揮発し、他のPGMsから分離される。ルテニウムは、電気的な方法か塩酸でRuO4を還元することによって、OsO4から分離される。
有機化学
似たような性質を持つ酸化オスミウム(VIII)（OsO4）や 過マンガン酸カリウム（KMnO4）などより、強力な酸化力を持つ。。
染色剤
人の油脂と反応し、茶色か黒色の二酸化ルテニウム （RuO2）に変化する為、指紋の検出などに利用されている。